# گربه‌کوسه باله‌کوچک
گربه‌کوسه باله‌کوچک (نام علمی: Apristurus parvipinnis) نام یک گونه از سرده گربه‌کوسه‌های دیو است.